# 바르데요우구

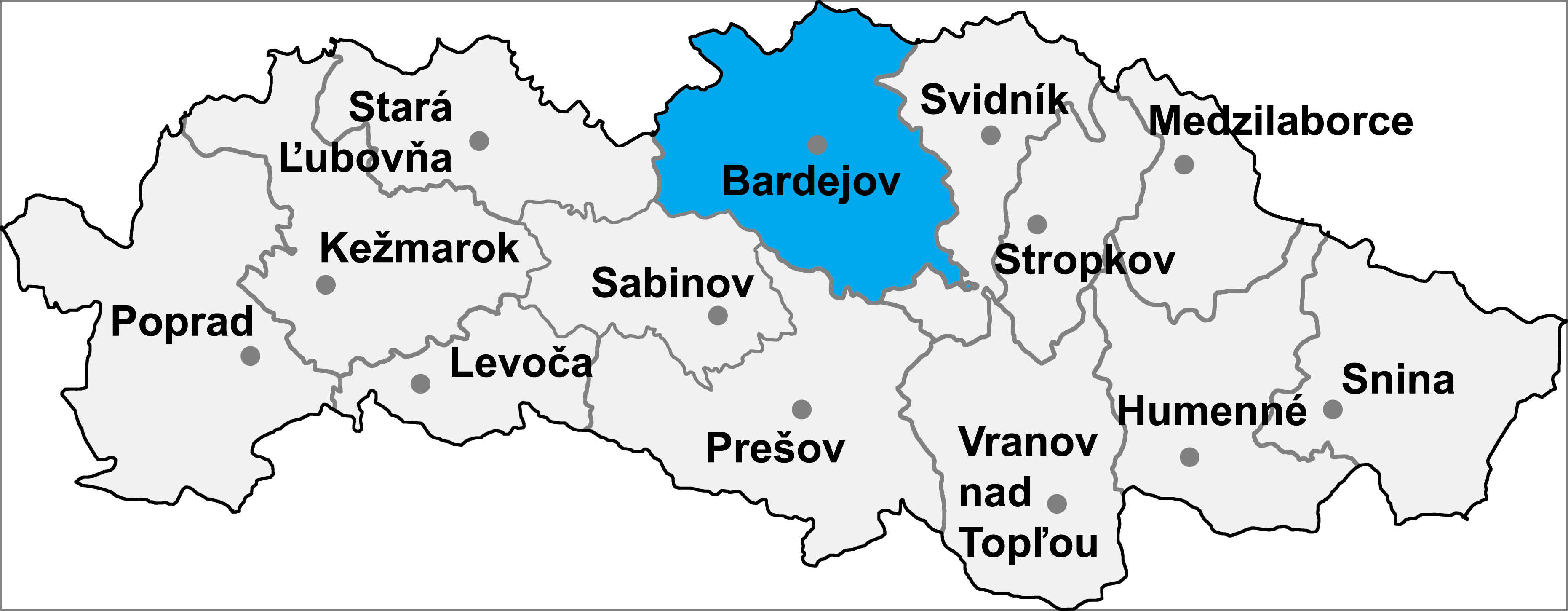
바르데요우구의 위치

바르데요우구(슬로바키아어: Okres Bardejov)는 슬로바키아 프레쇼우주를 구성하는 13개 구 가운데 하나로 행정 중심지는 바르데요우이며 면적은 936.17km2, 인구는 77,830명(2014년 기준), 인구 밀도는 83.14명/km2이다.
프레쇼우주 북부에 위치하며 86개 지방 자치체(1개 시, 85개 마을)를 관할한다. 북쪽으로는 폴란드와 국경을 접하며 서쪽으로는 스타라류보브냐구, 사비노우구, 남쪽으로는 프레쇼우구, 동쪽으로는 스비드니크구와 접한다.